# José Lino Matute
José Lino Matute (Juticalpa, febrero de 1780 - Honduras, 25 de julio de  1854) fue un militar y político hondureño, de inclinación conservadora. Fue consejero encargado de Honduras entre el 12 de noviembre de 1838 y el 9 de enero de 1839.

## Consejero encargado del Poder Ejecutivo
El 12 de noviembre de 1838, el consejero Lino Matute sustituyó provisionalmente en el poder al consejero José María Martínez Salinas.
Según el decreto preparado por Martínez Salinas, en el cual el país se declara un Estado independiente de Honduras y separado absolutamente de las Provincias Unidas del Centro de América, por cuanto Matute no convocó a la Asamblea para las elecciones y el 9 de enero de 1839 presentó su renuncia, siendo sustituido por el consejero de gobierno Juan Francisco de Molina;
dos días después se publicó la Constitución del Estado de Honduras de 1839 en la cual se sustituye el título de “Jefe de Estado de Honduras” por el de presidente de Honduras, además la forma de elección sería popular y el periodo presidencial duraría dos años.